# Wartislaw III.

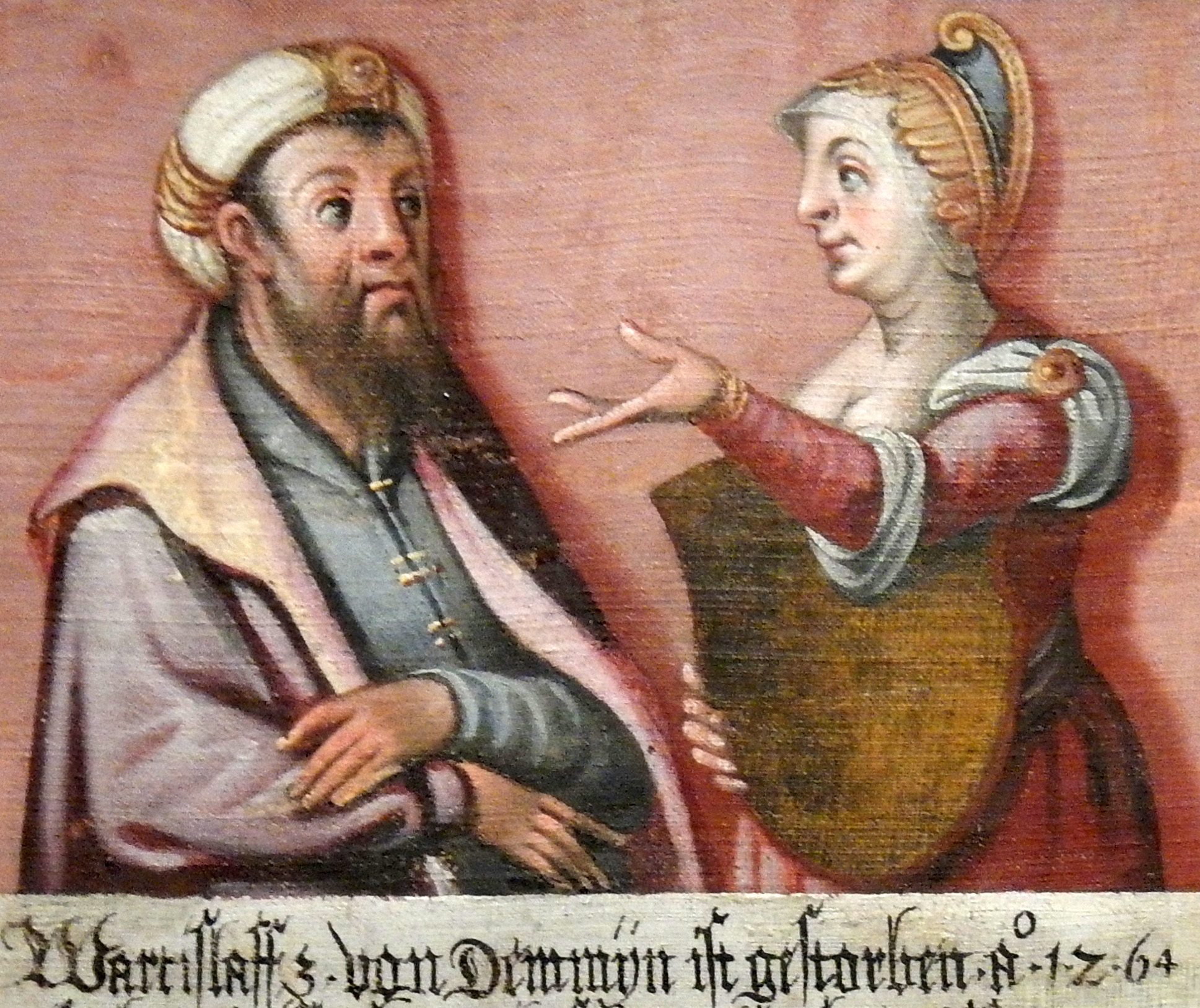
Wartislaw III. mit seiner Gemahlin Sophia, aus dem Stammbaum der Greifen von Cornelius Krommeny, 1598.

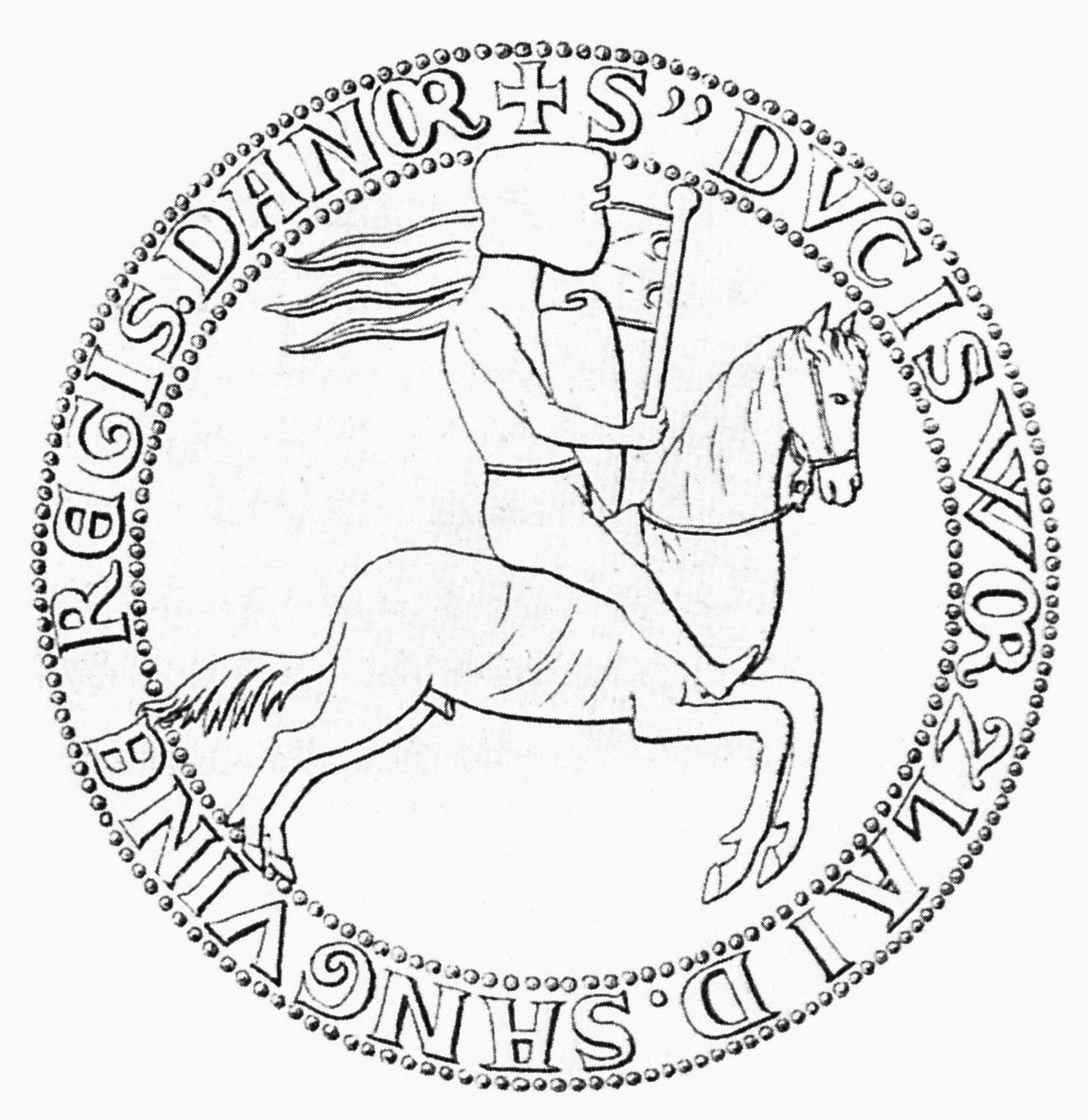
Siegel Wartislaws III. – Umzeichnung von Theodor Pyl.

Schildsiegel Wartislaws III. 1248–1264 – Umzeichnung aus Theodor Pyls Pommerschen Geschichtsdenkmälern, 1894

Wartislaw III. (* um 1210; † 17. Mai 1264) war ein Herzog von Pommern aus dem Greifenhaus. Er regierte ab etwa 1226 bis zu seinem Tode das pommersche Teilherzogtum Pommern-Demmin.

## Leben
Wartislaw III. war der einzige Sohn von Herzog Kasimir II. von Pommern, der in dem Teilherzogtum Pommern-Demmin regierte. Als Herzog Kasimir II. im Dezember 1219 starb, war Wartislaw – um 1210 geboren – noch recht jung. Für ihn hatte daher zunächst seine Mutter Ingardis, vermutlich eine dänische Prinzessin, für einige Jahre, wahrscheinlich bis Mitte der 1220er Jahre, die Regentschaft inne. Zu dieser Zeit stand Pommern wie der gesamte südliche Ostseeraum noch unter der Oberherrschaft Dänemarks. Aber die Gefangennahme König Waldemars II. von Dänemark 1223 und die dänische Niederlage in der Schlacht bei Bornhöved (1227) brachen die Vormachtstellung des nordischen Reiches über die Slawenländer. Ein letzter Einfall der Dänen in sein Land konnte von Wartislaw III. 1234 mit der Hilfe Lübecks abgewehrt werden.
Zwei Jahre später musste er, dessen häufigste Residenz die Burg bei Demmin, das Haus Demmin, war, umfangreiche territoriale Verluste hinnehmen. Im Westen verlor er 1236 das Land Zirzipanien, das sind die Landschaften östlich des Kummerower Sees bis Güstrow, an die Herrschaft Rostock. Im selben Jahr erkannte er im Vertrag von Kremmen die Oberherrschaft des Markgrafen von Brandenburg an und trat diesem die Länder Stargard, Beseritz und Wustrow, im Wesentlichen das spätere Mecklenburg-Strelitz, ab.
Seit dieser Zeit erfolgte aber auch der Zustrom deutscher Siedler nach Pommern. 1236 lassen sich erstmals Deutsche im Gefolge des Herzogs urkundlich nachweisen. Deutliches Zeichen des nun einsetzenden Landesausbaus war die Verleihung von Stadtrechten. Wartislaw III. verlieh an Demmin (vor 1249), Greifswald (1250) und Greifenberg (1262) das Stadtrecht. Ferner verlieh er gemeinsam mit Bischof Hermann von Cammin an Kolberg (1255) und gemeinsam mit seinem Vetter Herzog Barnim I. an Stavenhagen (1252), Wolgast (1257) und Wollin (1262) das Stadtrecht. In all diesen Fällen verlieh er das Stadtrecht nach lübischem Recht.
Von Wartislaw III. sind vier Siegelverwendungen bekannt. Das älteste benutzte er von 1225 bis 1237, es ist ein Reitersiegel mit Helm, Schild und Banner. Es hatte die Umschrift: ... + S’Ducis.Worzlai.e.sangvine.Regis.Danorum ... Der letzte Zusatz geht auf seine Mutter zurück, die aus dem dänischen Königshaus stammte. Das zweite Siegel verwendete er von 1238 bis 1244, es war ebenfalls ein Reitersiegel. Das dritte Siegel war ein Schildsiegel, das er von 1248 bis 1260 benutzte. Dieses ist auch bekannt als das Siegel der Stadt Greifswald, der er 1250 das Stadtrecht verlieh und die daraufhin sein Siegel kopierte. Das letzte Siegel führte er von 1254 bis 1264, ebenfalls ein Schildsiegel. Die letzten drei Siegel verwendeten in der Umschrift den Verweis auf seinen Regierungssitz in Demmin, also ... Dimin ... und ... Diminensis ...

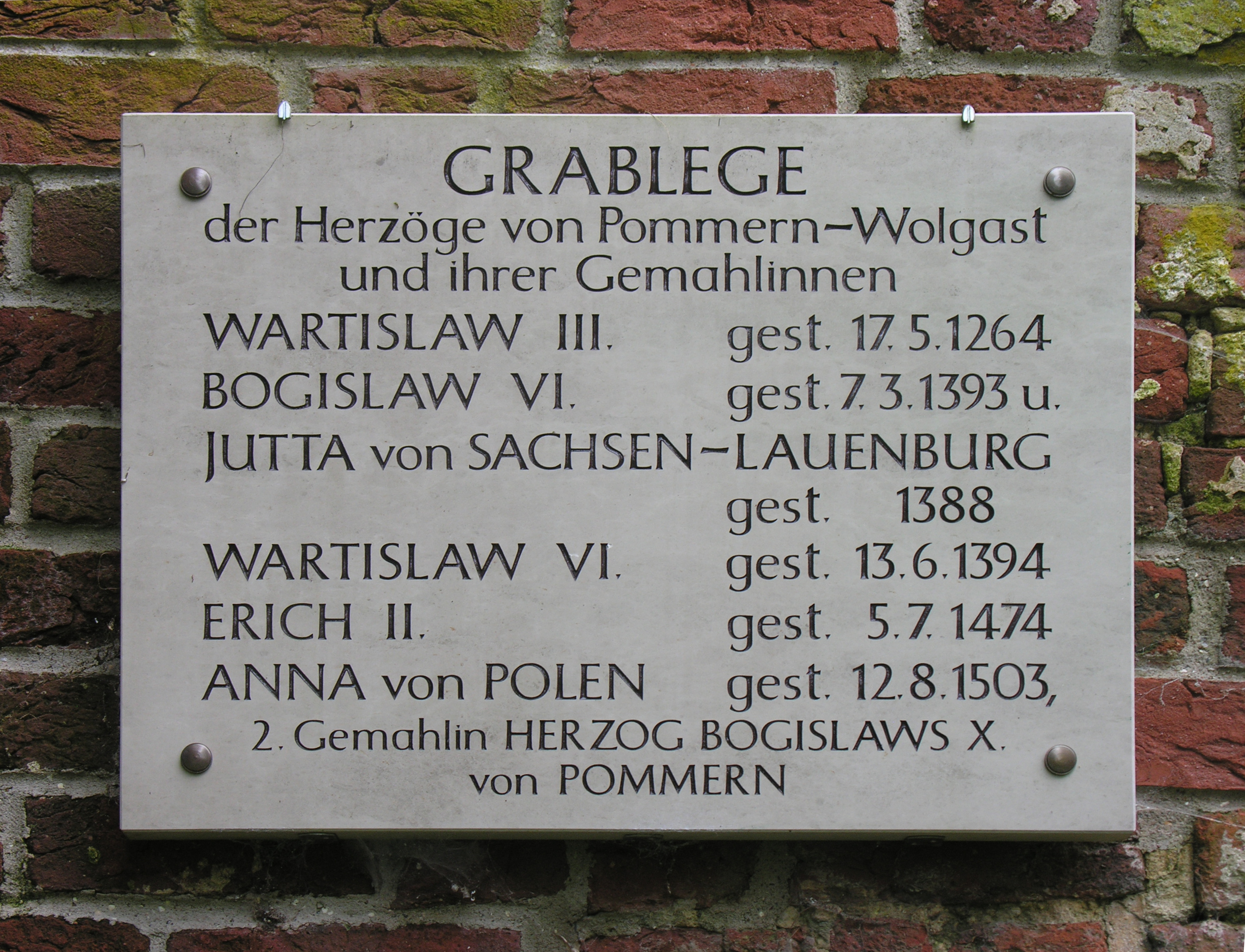
Grabtafel der Herzogsfamilie im Kloster Eldena mit Wartislaw

Verheiratet war Herzog Wartislaw III. mit einer Sophia, deren Herkunft nicht sicher überliefert ist. Möglicherweise war sie eine Tochter von Herzog Wladislaw Odonicz von Großpolen und der Hedwig von Pomerellen. 1264 starb Wartislaw III., ohne Söhne zu hinterlassen, so dass die Demminer Linie der Herzöge von Pommern mit ihm ausstarb. Sein Erbe trat sein in Stettin residierender Vetter Barnim I. an. Diesem war es im Vertrag von Landin 1250 gelungen, die 1236 in Kremmen getroffene Vereinbarung, wonach Wartislaws Herrschaftsgebiet nach dessen unbeerbtem Tode an Brandenburg fallen sollte, wieder aufzuheben. Wartislaw III. wurde im Kloster Eldena bei Greifswald beigesetzt.
Seine Witwe Sophia erhielt als Leibgedinge vermutlich Wollin. Sie vermählte sich vermutlich nach 1265 ein zweites Mal mit einem Pribislaw de Slawia.